# Уэркингтон (футбольный клуб)
«Уэркингтон» (англ. Workington) — английский футбольный клуб из одноимённого города, в настоящий момент выступает в Северной Конференции, шестом по силе дивизионе Англии. Образован в 1921 году, домашние матчи проводит на стадионе «Боро Парк», вмещающем 3101 зрителя. Лучшим достижением «Уэркингтона» в чемпионатах Англии является пятое место в Третьем дивизионе футбольной лиги в сезоне 1965/66.